# Bolívia nos Jogos Olímpicos de Inverno de 1980
A Bolívia competiu nos Jogos Olímpicos de Inverno de 1980 em Lake Placid, Estados Unidos. Foi a primeira vez em 24 anos que atletas da Bolívia competiram nos Jogos de Inverno.